# Raven (distrikt)
Raven (bulgariska: Равен) är ett distrikt i Bulgarien.   Det ligger i kommunen Obsjtina Momtjilgrad och regionen Kărdzjali, i den södra delen av landet, 220 km sydost om huvudstaden Sofia.